# Conquest of Paradise (single)
Conquest of Paradise is een instrumentale single van Vangelis met het English Chamber Choir uit 1992. Het was de titelsong van de film 1492: Conquest of Paradise uit 1992, die uitkwam ter gelegenheid van de ontdekking van Amerika door Columbus, precies 500 jaar daarvoor.

## Achtergrondinformatie
In 1992 verzorgde Vangelis de soundtrack voor de bioscoopfilm over de ontdekking van Columbus. De film flopte, ondanks de goede kritieken, en het soundtrack-album werd daardoor amper opgemerkt. Het album stond wel korte tijd genoteerd in de Album Top 100, maar de single Conquest of Paradise werd niet opgemerkt. Op 4 oktober 1994 gebruikte de Duitse bokser Henry Maske Conquest of Paradise als zijn begeleidingsnummer naar de ring, tijdens een belangrijke wedstrijd tegen Ian Barkley. Televisiekijkers gingen na de wedstrijd massaal naar de muziekwinkel, en kochten de laatste exemplaren van de cd 1492: Conquest of Paradise.
Als reactie daarop werd het lied Conquest of Paradise weer op single uitgebracht. In Duitsland werd het een nummer 1-hit. In Nederland had niemand iets meegekregen van de hype in Duitsland, maar in april 1995 werd Conquest of Paradise toch weer opgemerkt. In Nederland werden het album en de single ook opnieuw uitgebracht. Er was een ware run op beide producten. Twee en een half jaar na de eerste release stond het album weer in de Album Top 100 en verbleef daar wekenlang op nummer 1. De single voerde in de zomer van 1995 tien weken de Nederlandse Top 40 en negen weken de Mega Top 50 aan.
Er werden in Nederland 100.000 exemplaren van de single verkocht. De videoclip werd volop gedraaid door TMF en MTV. Deze toonde beelden uit de film 1492: Conquest of Paradise en daarnaast het koor dat op de plaat te horen is en Vangelis zelf. De single staat op een gedeelde vierde plaats van langst op nummer 1-genoteerde platen.

## Tracklist single
1. Conquest of Paradise – 4:47
2. Moxica and the Horse – 7:12
3. Line Open – 4:43
4. Landscape – 1:37

## Hitnotering

### Nederlandse Top 40
| Hitnotering: 08-04-1995 t/m 12-08-1995 | Hitnotering: 08-04-1995 t/m 12-08-1995 | Hitnotering: 08-04-1995 t/m 12-08-1995 | Hitnotering: 08-04-1995 t/m 12-08-1995 | Hitnotering: 08-04-1995 t/m 12-08-1995 | Hitnotering: 08-04-1995 t/m 12-08-1995 | Hitnotering: 08-04-1995 t/m 12-08-1995 | Hitnotering: 08-04-1995 t/m 12-08-1995 | Hitnotering: 08-04-1995 t/m 12-08-1995 | Hitnotering: 08-04-1995 t/m 12-08-1995 | Hitnotering: 08-04-1995 t/m 12-08-1995 | Hitnotering: 08-04-1995 t/m 12-08-1995 | Hitnotering: 08-04-1995 t/m 12-08-1995 | Hitnotering: 08-04-1995 t/m 12-08-1995 | Hitnotering: 08-04-1995 t/m 12-08-1995 | Hitnotering: 08-04-1995 t/m 12-08-1995 | Hitnotering: 08-04-1995 t/m 12-08-1995 | Hitnotering: 08-04-1995 t/m 12-08-1995 | Hitnotering: 08-04-1995 t/m 12-08-1995 | Hitnotering: 08-04-1995 t/m 12-08-1995 | Hitnotering: 08-04-1995 t/m 12-08-1995 |
| Week                                   | 1                                      | 2                                      | 3                                      | 4                                      | 5                                      | 6                                      | 7                                      | 8                                      | 9                                      | 10                                     | 11                                     | 12                                     | 13                                     | 14                                     | 15                                     | 16                                     | 17                                     | 18                                     | 19                                     |                                        |
| -------------------------------------- | -------------------------------------- | -------------------------------------- | -------------------------------------- | -------------------------------------- | -------------------------------------- | -------------------------------------- | -------------------------------------- | -------------------------------------- | -------------------------------------- | -------------------------------------- | -------------------------------------- | -------------------------------------- | -------------------------------------- | -------------------------------------- | -------------------------------------- | -------------------------------------- | -------------------------------------- | -------------------------------------- | -------------------------------------- | -------------------------------------- |
| Nummer                                 | 26                                     | 15                                     | 3                                      | 2                                      | 1                                      | 1                                      | 1                                      | 1                                      | 1                                      | 1                                      | 1                                      | 1                                      | 1                                      | 1                                      | 2                                      | 5                                      | 12                                     | 15                                     | 22                                     | uit                                    |

### Mega Top 50
| Hitnotering: 08-04-1995 t/m 26-08-1995 | Hitnotering: 08-04-1995 t/m 26-08-1995 | Hitnotering: 08-04-1995 t/m 26-08-1995 | Hitnotering: 08-04-1995 t/m 26-08-1995 | Hitnotering: 08-04-1995 t/m 26-08-1995 | Hitnotering: 08-04-1995 t/m 26-08-1995 | Hitnotering: 08-04-1995 t/m 26-08-1995 | Hitnotering: 08-04-1995 t/m 26-08-1995 | Hitnotering: 08-04-1995 t/m 26-08-1995 | Hitnotering: 08-04-1995 t/m 26-08-1995 | Hitnotering: 08-04-1995 t/m 26-08-1995 | Hitnotering: 08-04-1995 t/m 26-08-1995 | Hitnotering: 08-04-1995 t/m 26-08-1995 | Hitnotering: 08-04-1995 t/m 26-08-1995 | Hitnotering: 08-04-1995 t/m 26-08-1995 | Hitnotering: 08-04-1995 t/m 26-08-1995 | Hitnotering: 08-04-1995 t/m 26-08-1995 | Hitnotering: 08-04-1995 t/m 26-08-1995 | Hitnotering: 08-04-1995 t/m 26-08-1995 | Hitnotering: 08-04-1995 t/m 26-08-1995 | Hitnotering: 08-04-1995 t/m 26-08-1995 | Hitnotering: 08-04-1995 t/m 26-08-1995 | Hitnotering: 08-04-1995 t/m 26-08-1995 |
| Week                                   | 1                                      | 2                                      | 3                                      | 4                                      | 5                                      | 6                                      | 7                                      | 8                                      | 9                                      | 10                                     | 11                                     | 12                                     | 13                                     | 14                                     | 15                                     | 16                                     | 17                                     | 18                                     | 19                                     | 20                                     | 21                                     |                                        |
| -------------------------------------- | -------------------------------------- | -------------------------------------- | -------------------------------------- | -------------------------------------- | -------------------------------------- | -------------------------------------- | -------------------------------------- | -------------------------------------- | -------------------------------------- | -------------------------------------- | -------------------------------------- | -------------------------------------- | -------------------------------------- | -------------------------------------- | -------------------------------------- | -------------------------------------- | -------------------------------------- | -------------------------------------- | -------------------------------------- | -------------------------------------- | -------------------------------------- | -------------------------------------- |
| Nummer                                 | 26                                     | 8                                      | 3                                      | 2                                      | 1                                      | 1                                      | 1                                      | 1                                      | 1                                      | 1                                      | 1                                      | 1                                      | 1                                      | 2                                      | 2                                      | 5                                      | 12                                     | 18                                     | 23                                     | 33                                     | 50                                     | uit                                    |

### Evergreen Top 1000
| Evergreen Top 1000 – Conquest of Paradise | Evergreen Top 1000 – Conquest of Paradise | Evergreen Top 1000 – Conquest of Paradise | Evergreen Top 1000 – Conquest of Paradise | Evergreen Top 1000 – Conquest of Paradise | Evergreen Top 1000 – Conquest of Paradise | Evergreen Top 1000 – Conquest of Paradise | Evergreen Top 1000 – Conquest of Paradise | Evergreen Top 1000 – Conquest of Paradise | Evergreen Top 1000 – Conquest of Paradise | Evergreen Top 1000 – Conquest of Paradise | Evergreen Top 1000 – Conquest of Paradise | Evergreen Top 1000 – Conquest of Paradise | Evergreen Top 1000 – Conquest of Paradise | Evergreen Top 1000 – Conquest of Paradise | Evergreen Top 1000 – Conquest of Paradise | Evergreen Top 1000 – Conquest of Paradise |
| Jaar                                      | 2008                                      | 2009                                      | 2010                                      | 2011                                      | 2012                                      | 2013                                      | 2014                                      | 2015                                      | 2016                                      | 2017                                      | 2018                                      | 2019                                      | 2020                                      | 2021                                      | 2022                                      | 2023                                      |
| ----------------------------------------- | ----------------------------------------- | ----------------------------------------- | ----------------------------------------- | ----------------------------------------- | ----------------------------------------- | ----------------------------------------- | ----------------------------------------- | ----------------------------------------- | ----------------------------------------- | ----------------------------------------- | ----------------------------------------- | ----------------------------------------- | ----------------------------------------- | ----------------------------------------- | ----------------------------------------- | ----------------------------------------- |
| Positie                                   | -                                         | -                                         | -                                         | -                                         | -                                         | -                                         | -                                         | -                                         | 161                                       | 132                                       | 221                                       | 121                                       | 156                                       | 132                                       | 120                                       | 134                                       |

### NPO Radio 2 Top 2000
| Nummer met noteringen in de NPO Radio 2 Top 2000 | '99 | '00 | '01 | '02 | '03 | '04 | '05 | '06 | '07 | '08 | '09 | '10 | '11 | '12 | '13 | '14 | '15 | '16 | '17 | '18 | '19 | '20 | '21 | '22 | '23 | '24 |
| ------------------------------------------------ | --- | --- | --- | --- | --- | --- | --- | --- | --- | --- | --- | --- | --- | --- | --- | --- | --- | --- | --- | --- | --- | --- | --- | --- | --- | --- |
| Conquest of Paradise                             | 157 | 231 | 251 | 248 | 190 | 280 | 356 | 326 | 366 | 290 | 357 | 372 | 313 | 316 | 396 | 304 | 362 | 482 | 497 | 614 | 651 | 629 | 586 | 520 | 578 | 505 |

1. ↑  Een vetgedrukt getal geeft de hoogste notering aan.